# Catocala reversa
Catocala reversa là một loài bướm đêm trong họ Erebidae.